# Maroa, Illinois
Maroa är en ort i Macon County i Illinois. Vid 2020 års folkräkning hade Maroa 1 577 invånare.